# 새드 러킨빌
새드 러킨빌(Thad Luckinbill, 1975년 4월 24일 ~ )은 미국의 배우이다.

## 출연 작품
- 12 솔져스 - 번 마이클스 역
- 시카리오: 데이 오브 솔다도
- 탈피 - 피터 역 (제작)